# El convidat d'hivern
El convidat d'hivern (títol original: The Winter Guest) és una pel·lícula film estatunidencobritànica dirigida per Alan Rickman el 1997 i estrenada l'any següent. El film és una adaptació de la peça del mateix nom de Sharman Macdonald i està inspirat per la mare de l'actriu britànica Lindsay Duncan. Ha estat doblada al català.

## Argument
En un petit port d'Escòcia, Frances, que acaba de perdre el seu marit, es deixa envair per la desesperació, malgrat la presència del seu fill, que també ha de reconstruir la seva vida amb la presència angoixant d'aquest pare mort. Hi ha igualment Elspeth, la mare de Frances, que, malgrat les relacions conflictives amb la seva filla, intenta tornar-li el gust per la vida. Aquest film intimista mostra la vida difícil de vuit personatges que han decidit afrontar la mort (la «convidada» de la qual parla el títol) sense renunciar a la vida.
El film ha servit per un càsting irreprotxable, sobretot amb el cara a cara entre Emma Thompson i la seva mare en la vida i en el film, l'actriu Phyllida Law. La seva relació dona una profunditat psicològica al film que resulta ser una petita obra mestra de pudor i optimisme, en els magnífics paisatges d'Escòcia.

## Repartiment
- Emma Thompson: Frances
- Phyllida Law: Elspeth
- Gary Hollywood: Alex
- Arlene Cockburn: Nita
- Sheila Reid: Lily
- Sandra Voe: Chloé
- Douglas Murphy: Sam
- Sean Biggerstaff: Tom
- Tom Watson: ministre

## Rebuda
- Premis 
  - 1997: Festival de Venècia: Nominada al Lleó d'Or.
  - 1997: Premis del Cinema Europeu: Nominada a Millor actriu (Emma Thompson)
  - 1997: Festival de Chicago: Hugo d'Or - Millor pel·lícula
- Crítiques 
  - "Duel interpretatiu entre mare i filla a banda i banda de la càmera".[4]
  - "Una mica lenta. Encantadora l'escena de la parada del bus".[5]